# .mt
.mt는 몰타의 인터넷 국가 코드 최상위 도메인이다.

## 2차 도메인
아래의 이름 아래에서 3차 도메인으로 등록할 수 있다.:
- com.mt: 영리 단체
- org.mt: 비영리 단체
- net.mt: 인터넷 기반 네트워크 서비스 제공업체
- edu.mt: 교육 시설
- gov.mt: 몰타 정부 단체